# 59 (број)
59 (педесет девет) је природни прости број чији је претходник број 58, а следбеник 60.